# إرنست لوران
إرنست لوران (بالفرنسية: Ernest Laurent)‏ هو رسام فرنسي، ولد في 8 يونيو 1859 في باريس في فرنسا، وتوفي في 25 يونيو 1929 في Bièvres, Essonne ‏ في فرنسا.

## وصلات خارجية
- إرنست لوران على موقع أوليمبيديا (الإنجليزية)